# Max Vialle
Pour les articles homonymes, voir Vialle.
Max Vialle est un acteur français, né le 4 juillet 1934 dans le 10e arrondissement de Paris et mort le 6 janvier 2000 à Tours. Il est le père de la directrice de casting et metteuse en scène Tatiana Vialle, et le grand-père du comédien Swann Arlaud.
Il apparaît sous le nom de Paul Vidal dans le récit de sa fille Tatiana Vialle, intitulé Belle-fille et publié en 2019.

## Filmographie

### Cinéma

#### Longs métrages
- 1965 : Les Deux Orphelines de Riccardo Freda
- 1967 : Le Grand Dadais de Pierre Granier-Deferre
- 1969 : Une femme libre de Claude Pierson
- 1969 : Le Petit Théâtre de Jean Renoir de Jean Renoir
- 1969 : Le Portrait de Marianne de Daniel Goldenberg
- 1970 : Le Voyou de Claude Lelouch
- 1971 : Un peu de soleil dans l'eau froide de Jacques Deray
- 1971 : Le Sourire vertical de Robert Lapoujade
- 1971 : L'Homme au cerveau greffé de Jacques Doniol-Valcroze
- 1972 : La Femme en bleu de Michel Deville
- 1973 : Salut l'artiste d'Yves Robert
- 1975 : Un sac de billes de Jacques Doillon
- 1975 : Je suis Pierre Rivière de Christine Lipinska
- 1976 : L'Apprenti salaud de Michel Deville
- 1977 : Le Point de mire de Jean-Claude Tramont
- 1978 : Au bout du bout du banc de Peter Kassovitz
- 1979 : Gros-Câlin de Jean-Pierre Rawson
- 1979 : Mon oncle d'Amérique d'Alain Resnais
- 1980 : Rendez-moi ma peau de Patrick Schulmann
- 1980 : Psy de Philippe de Broca
- 1980 : Beau-père de Bertrand Blier (rôle coupé au montage)
- 1981 : La vie continue de Moshé Mizrahi
- 1981 : L'Ombre rouge de Jean-Louis Comolli
- 1981 : Les Filles de Grenoble de Joël Le Moigné
- 1981 : Boulevard des assassins de Boramy Tioulong
- 1981 : La Derelitta de Jean-Pierre Igoux
- 1982 : Tout le monde peut se tromper de Jean Couturier
- 1983 : Polar de Jacques Bral
- 1983 : Zig Zag Story de Patrick Schulmann
- 1984 : Réveillon chez Bob de Denys Granier-Deferre
- 1985 : Paris minuit de Frédéric Andrei
- 1986 : La Femme secrète de Sébastien Grall
- 1987 : Les Keufs de Josiane Balasko
- 1988 : Thank You Satan d'André Farwagi
- 1989 : Comédie d'amour de Jean-Pierre Rawson
- 1989 : Feu sur le candidat d'Agnès Delarive
- 1991 : Ma vie est un enfer de Josiane Balasko
- 1991 : Les Veufs (Entangled) de Max Fischer
- 1991 : Louis, enfant roi de Roger Planchon

#### Courts métrages
- 1963 : Le Bougnat de Manolo Otero
- 1982 : Les Arcanes du jeu de Chantal Picault

### Télévision
- 1967 : L'Invention de Morel de Claude-Jean Bonnardot
- 1969 : Jean-Roch Coignet, feuilleton télévisé de Claude-Jean Bonnardot
- 1972 : Mandrin, feuilleton télévisé de Philippe Fourastié
- 1972 : Les Cinq Dernières Minutes, épisode Le diable l'emporte de Claude Loursais
- 1972 : Les Dossiers de Maître Robineau, épisode Main basse sur la campagne de Jean-Claude de Nesles
- 1973 : Molière pour rire et pour pleurer de Marcel Camus, (Feuilleton TV)
- 1975 : Les Cinq Dernières Minutes, épisode La mémoire longue de Claude Loursais : Roland
- 1976 : Messieurs les jurés : L'Affaire Beauquesne de Serge Witta
- 1977: Fachoda, la mission Marchand, de Roger Kahane
- 1978 : Médecins de nuit de Philippe Lefebvre, épisodes Hélène et Peter Kassovitz, Michel
- 1980 : La Traque, de Philippe Lefebvre
- 1988 : Les Cinq Dernières Minutes, épisode Crime blanc bleu de Louis Grospierre
- 1998 : Le Comte de Monte-Cristo , mini-série de Josée Dayan : Vieil ermite

## Théâtre
- 1961 : Mille francs de récompense de Victor Hugo, mise en scène Hubert Gignoux, Centre dramatique de l'Est, Théâtre de l'Ambigu
- 1961 : La Visite de la vieille dame de Friedrich Dürrenmatt, mise en scène Hubert Gignoux, Centre dramatique de l'Est, Théâtre de l'Ambigu
- 1964 : Le Singe velu d'Eugène O'Neill, mise en scène Hubert Gignoux, Centre dramatique de l'Est
- 1964 : Le Libertin de Jacques Bour, mise en scène Pierre Arnaudeau, Théâtre du Tertre
- 1964 : La Dame au petit chien de Lazare Kobrynski d'après Anton Tchekhov, mise en scène Alain Quercy, Théâtre du Tertre
- 1966 : Eris de Lee Falk, mise en scène Georges Vitaly, Théâtre La Bruyère
- 1966 : Mêlées et démêlées d'Eugène Ionesco, mise en scène Georges Vitaly, Théâtre La Bruyère
- 1968 : M. Le Modéré d'Arthur Adamov, mise en scène André Steiger, Théâtre des Mathurins
- 1969 : La Contestation et la mise en pièces de la plus illustre des tragédies françaises "Le Cid" de Pierre Corneille, mise en scène Roger Planchon, Théâtre de la Cité de Villeurbanne
- 1971 : La Logeuse de Jacques Audiberti, mise en scène Georges Vitaly, Théâtre La Bruyère
- 1972 : Les Vilains d'après Ruzzante, mise en scène Jacques Échantillon, Festival du Marais, Théâtre de l'Atelier
- 1973 : Jules César de William Shakespeare, mise en scène Maurice Sarrazin, Théâtre Sorano de Toulouse
- 1973 : Le Premier d'Israël Horovitz, mise en scène Michel Fagadau, Théâtre de Poche Montparnasse
- 1974 : Les Mille et Une Nuits de Cyrano de Bergerac, Le Voyage sur la lune de Cyrano de Bergerac de Denis Llorca, mise en scène de l'auteur, Théâtre de l'Île
- 1976 : Les Mille et Une Nuits de Cyrano de Bergerac, Le Voyage sur la lune de Cyrano de Bergerac de Denis Llorca, mise en scène de l'auteur, Théâtre Sorano Toulouse
- 1976 : "Les dames du jeudi" de Loleh Bellon
- 1978 : Le Premier d'Israël Horovitz, mise en scène Michel Fagadau, Théâtre de Poche Montparnasse
- 1978 : Changement à vue de Loleh Bellon, mise en scène Yves Bureau, Théâtre des Mathurins
- 1979 : Changement à vue de Loleh Bellon, mise en scène Yves Bureau, Théâtre Tristan Bernard
- 1980 : Le Premier d'Israël Horovitz, mise en scène Michel Fagadau, Théâtre de Boulogne-Billancourt
- 1981 : Bent de Martin Sherman, mise en scène Peter Chatel, Théâtre de Paris
- 1986 : L'Avare de Molière, mise en scène Roger Planchon, TNP Villeurbanne, Théâtre Mogador
- 1987 : Une chambre sur la Dordogne de Claude Rich, mise en scène Jorge Lavelli, Théâtre Hébertot
- 1991 : Un château au Portugal de Julien Vartet, mise en scène Idriss, Studio des Champs-Elysées
- 1994 : Solness le constructeur d'Henrik Ibsen, mise en scène d'Eloi Recoin